# Medio de comunicación
Un medio de comunicación es un instrumento o forma de contenido por el cual se realiza el proceso de comunicación. Usualmente se emplea el término para hacer referencia a los medios de comunicación de masas, sin embargo, otros medios de comunicación, como el teléfono, no son masivos sino interpersonales. Desde que los medios de comunicación nacieron y se desarrollaron, se han vuelto una gran fuente de poder e influencia social a nivel mundial. De hecho, en ocasiones se habla de ellos como el cuarto poder, en alusión a los poderes legislativo, ejecutivo y judicial, por su capacidad de modificar la opinión pública.
Los medios de comunicación son instrumentos en permanente evolución ya que, a través de los años, los avances tecnológicos han logrado incrementar su difusión e inmediatez. Muy probablemente, la primera forma de comunicarse entre humanos fue la de los signos y señales empleados en la prehistoria, cuyo reflejo en la cultura material son las distintas manifestaciones del arte prehistórico. La aparición de la escritura se toma como hito de inicio de la historia. A partir de ese momento, los cambios económicos y sociales fueron impulsando el nacimiento y desarrollo de distintos medios de comunicación, desde los vinculados a la escritura y su mecanización (imprenta –siglo XV–), como la prensa escrita, hasta los medios audiovisuales ligados a la era de la electricidad (primera mitad del siglo XX), como la radio y la televisión, y a la revolución de la informática y las telecomunicaciones (revolución científico-técnica o tercera revolución industrial —desde la segunda mitad del siglo XX–), que permitieron el surgimiento del periódico en línea y los videoblogs entre otros, cada uno de ellos esenciales para las distintas fases del denominado proceso de globalización.

## Fines y características
El propósito principal de los medios de comunicación es, precisamente, comunicar con objetividad, pero según su tipo de ideología pueden especializarse en: informar, educar, transmitir, entretener, formar opinión, enseñar, controlar, etc.
- Positivas. Las características positivas de los medios de comunicación residen en que posibilitan que amplios contenidos de información lleguen a extendidos lugares del planeta de forma inmediata, como pueden ser noticias, avances tecnológicos, descubrimientos científicos, etc. De esta forma, más personas tienen acceso a este tipo de información de manera inmediata. Los medios de comunicación, de igual manera, hacen posible que muchas relaciones personales se mantengan unidas o, por lo menos, no desaparezcan por completo a medida que facilitan la comunicación en tiempo real. Otro factor positivo se da en el ámbito económico: quien posea el uso de los medios puede generar un determinado tipo de consciencia sobre una especie de producto, es decir, puede generar su propia demanda, ya que los medios muchas veces cumplen la función de formadores de opinión. Entonces, visto desde el ámbito empresarial, es un aspecto ampliamente positivo al hacer posible el marketing y la publicidad.
- Negativas. Las características negativas recaen en la manipulación de la información y el uso de la misma para intereses propios de un grupo específico. En muchos casos, tiende a formar estereotipos, seguidos por muchas personas gracias al alcance que adquiere el mensaje en su difusión (como sucede al generalizar personas o grupos). Otro aspecto negativo de los medios masivos de comunicación radica en que a menudo carecen de control parental, por lo tanto menores de edad pueden tener acceso a contenido explícito como es el caso de la televisión o el internet. Ante esto, la mayoría de países, como por ejemplo España, cuentan con una regulación que restringe el contenido que se puede emitir en televisión en un cierto horario.[4]

## Clasificación
Debido a la complejidad de los medios de comunicación, Harry Pross (1972) ha separado estos en tres categorías, a partir de su teoría.
- Medios primarios (sin máquinas, por ejemplo, la voz humana)
- Medios secundarios (uso de ayudas técnicas por parte del emisor del mensaje, por ejemplo: un periódico)
- Medios terciarios (el emisor y el consignatario usan las máquinas, por ejemplo, la radio, la televisión, el teléfono, el correo electrónico, etc.)

## Distintos medios de comunicación

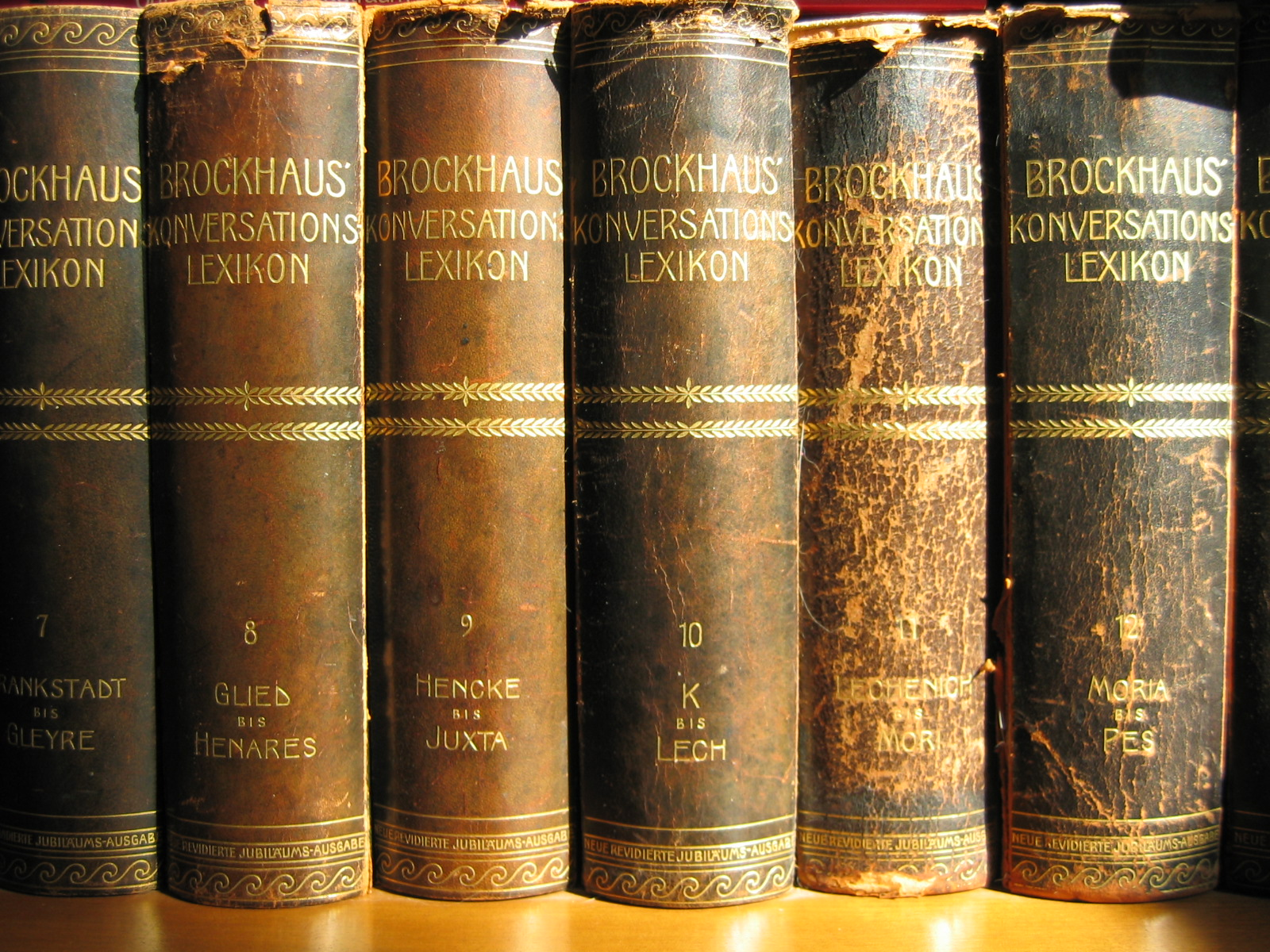
Enciclopedia Brockhaus Konversations-Lexikon, 1902.

Con el avance de la tecnología, han ido desarrollándose diferentes medios de comunicación, tanto masivos (comunicación social) como personales (comunicación privada entre individuos).

### Medios sociales de la información cotidiana
Estos medios engloban diversas tecnologías utilizadas principalmente para transmitir noticias de interés social o noticias relevantes para un número elevado de personas, transmitidas de manera impersonal y generalizada a muchos individuos. Estos medios de comunicación a veces llamados "medios de información sociales" también pueden ser usados para mensajes que no necesariamente sean la transmisión de novedades relacionadas con la actualidad, por lo que pueden ser usados en una forma similar a como es usada la historieta o el cine, que si bien transmiten mensajes socialmente relevantes, no son usados para novedades informativas de la actualidad cotidiana. Además, diversos críticos han señalado que existen sesgos en los medios de comunicación que afectan a las minorías religiosas o étnicas.
Durante el siglo XIX, el "boom" de la información rápidamente avanzó debido a los sistemas postales, aumento de la accesibilidad de periódicos, así como escuelas de "modernización". La revolución de la información se basa en los avances modernos. El cambio en la temporización basado en la innovación y la eficiencia pueden no tener una directa correlación con la tecnología.

#### Periódicos
Los periódicos son medios de comunicación escrita, que deben su nombre a ser escritas de manera periódica en intervalos de tiempo fijos. Así los diarios, semanarios y anuarios son tipos de publicaciones periódicas de periodicidad diaria, semanal y anual. Los diarios, por su alta periodicidad, han sido usados básicamente para temas de actualidad cotidianos, y en menor medida para el análisis de cuestiones sociales relevantes. En cambio, los semanarios se centran en algunos temas sociales sobresalientes que son analizados en mayor profundidad, y en el que muchos hechos de la actualidad cotidiana menos importantes son dejados a un lado.
Desde el advenimiento de internet muchos periódicos son publicados también de manera electrónica, a veces de manera exclusivamente electrónica. Aunque en gran parte se conservó la periodicidad diaria, la edición electrónica permite ofrecer actualizaciones cuya periodicidad es inferior. De hecho, en algunos casos los periódicos digitales ofrecen actualizaciones cada pocos minutos sobre determinadas noticias que se están produciendo en el momento.
Algunas publicaciones científicas también son publicaciones periódicas, pero no están a la transmisión de informaciones sobre la actualidad cotidiana, sino sobre cuestiones científicas y sociales de interés, así como la publicación de las investigaciones originales realizadas por personas altamente especializadas.

#### Redes sociales
Dentro de la variedad de formas de comunicación basadas en internet, algunas redes sociales virtuales como Twitter, Instagram y Facebook son usadas por un gran número de individuos para mantenerse informados sobre la actualidad cotidiana, e incluso como medio de filtraje y selección de mensajes relevantes. En dichos medios puede darse el intercambio de información sobre actualidad cotidiana junto con otro tipo de mensajes más típicos de los medios de entretenimiento; sin embargo, no se produce un proceso comunicativo donde el hombre intercambie esa información cara a cara para discutirla y llegar a un análisis sobre el tema. Esto es reafirmado por Chang (2015) cuando menciona que "pocos estudios han explorado cómo a las personas les ha afectado la forma en que interactúan con otros en las redes sociales, tales como Facebook (FB) –donde 1 mil millones de usuarios han generado más de 1,13 billones de líneas, establecieron 140,3 millones de amigos conectados, y subido 219 mil millones de fotos–, datos que reafirman que las redes sociales solo son un medio de información, pero no de comunicación.
Muchos de los usuarios de Facebook, son adolescentes, quienes en busca de amigos e información de su realidad, llegan a "copiar" los estereotipos, patrones de desarrollo y formas de socializar" que se proponen en estas redes sociales.

Todas las personas van a ser un medio de comunicación en sí mismo.

Uno de los mayores retos que suponen las redes sociales como medio de comunicación es evaluar la fiabilidad de la información que se transmite por ellas. Puesto que cualquier usuario de ellas puede publicar el contenido que desee instantáneamente y sin ninguna revisión previa, es habitual encontrarse contenido erróneo, tergiversado, o directamente falso. Según un estudio de American Press Institute, el 36% de los encuestados no confía en absoluto en las noticias difundidas a través de redes sociales.
En 2018, una investigación de The New York Times, The Guardian y The Observer descubrió que la compañía Cambridge Analytica estuvo empleando la información personal de los usuarios de Facebook para generar anuncios personalizados con los que intentar manipular el sentido del voto en numerosos procesos electorales. A raíz de este suceso, conocido como el escándalo Facebook-Cambridge Analytica, Facebook recibió una multa de 5000 millones de dólares por parte de la Comisión Federal de Comercio en Estados Unidos. A pesar de la gran repercusión política y social del escándalo, según una investigación de la National Public Radio de 2021, Facebook apenas tomó medidas para evitar que una campaña similar se pudiera volver a producir.

### Medios de comunicación interpersonal

#### Correo postal
Las cartas y el intercambio epistolar en formato de papel fue uno de los primeros medios de comunicación interpersonal a distancia. Durante siglos fue el único medio de comunicación a distancia entre individuos, y con el advenimiento de tecnologías más inmediatas, rápidas y eficientes, el uso de cartas y misivas se ha reducido mucho. En la actualidad, se usan en gran parte para la transmisión de mensajes puramente publicitarios y comunicaciones oficialistas.

#### Telégrafo
El telégrafo fue el primer medio de comunicación en emplear señales eléctricas para la transmisión del mensaje. Para ello, hace uso del código Morse. Dicho mensaje recibió el nombre de telegrama, el cual se caracterizaba por ser un texto breve que se enviaba rápidamente a través de una codificación. Los telegramas se utilizaron para enviar mensajes generalmente urgentes, de forma rápida, con información importante y compuesto de pocas palabras.

#### Teléfono
El teléfono es un dispositivo diseñado para transmitir por medio de señales eléctricas la conversación entre dos o más personas a la vez en distintos lugares. El teléfono fue creado por Antonio Meucci en 1877. Durante mucho tiempo Alexander Graham Bell fue considerado el inventor del teléfono. Sin embargo, Bell no fue el inventor de este aparato, sino solamente el primero en patentarlo.

#### Fax

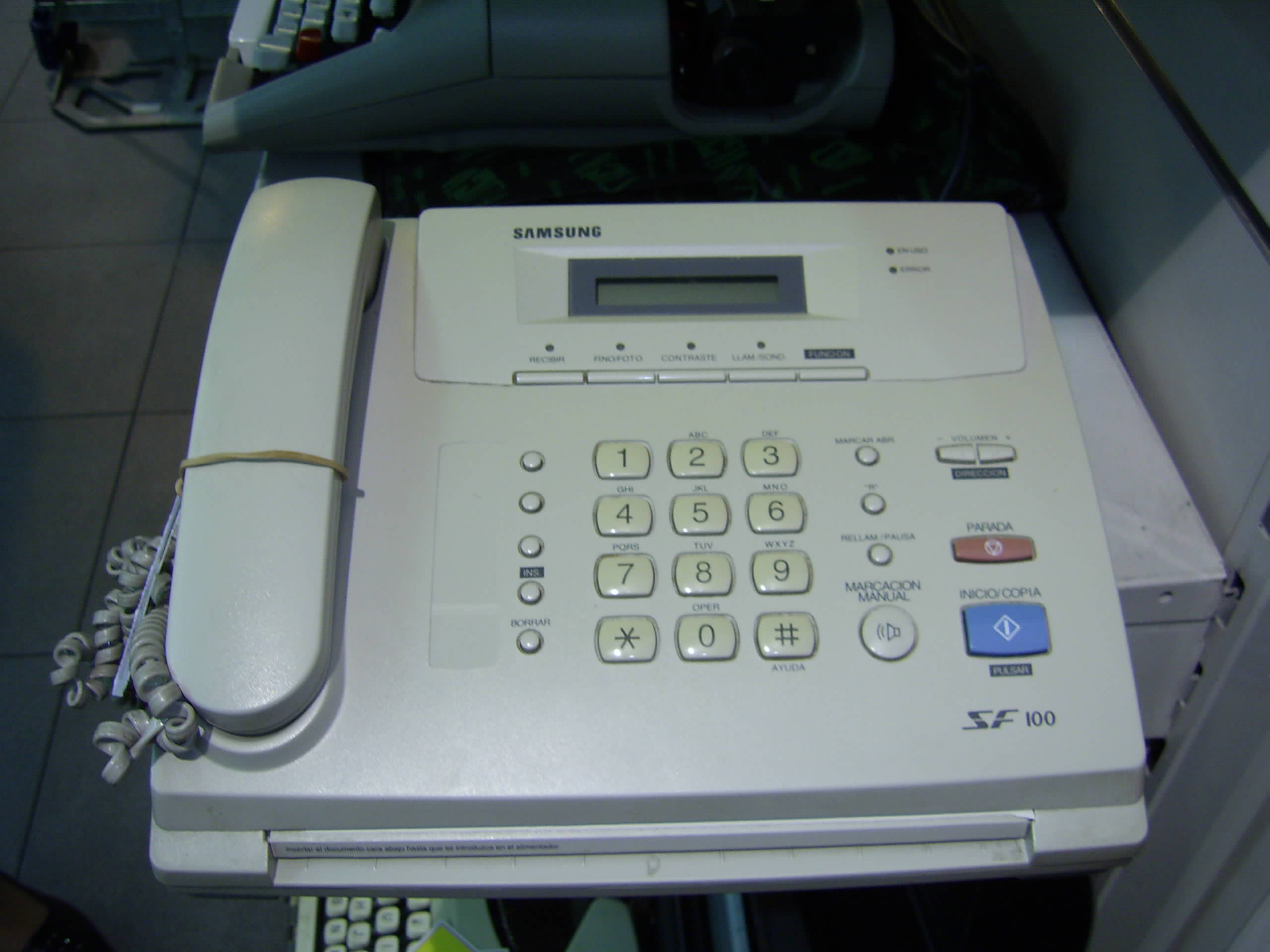
Un fax, marca Samsung.

El fax (abreviación de facsímil), a veces llamado telecopia, es la transmisión telefónica de material escaneado impreso (tanto texto como imágenes), normalmente a un número de teléfono conectado a una impresora o a otro dispositivo de salida. El documento original es escaneado con una máquina de fax, que procesa los contenidos (texto o imágenes) como una sola imagen gráfica fija, convirtiéndola en un mapa de bits, la información se transmite en forma de señales eléctricas a través del sistema telefónico. A pesar de que su uso se ha reducido considerablemente desde la expansión de Internet, aún sigue utilizándose, especialmente por organismos públicos y en el ámbito legal.

#### Correo electrónico
El correo electrónico (abreviado correo-e o e-mail) comparte algunas de las características del viejo intercambio epistolar, si bien dada la forma de transmisión electrónica el tiempo transcurrido entre comunicaciones sucesivas tiende a ser mucho menor, por lo que han surgido formas nuevas de usar el correo-e que no podían ser usadas en un intercambio epistolar típico. De hecho, el correo-e por su inmediatez comparte algunos rasgos típicos que usualmente tiene la comunicación interpersonal mediante teléfono. A diferencia de la mayoría de medios de comunicación en línea, el correo electrónico emplea un protocolo de comunicaciones estándar, RFC 5598, de manera que se permite el envío de correos electrónicos entre cuentas de distintos proveedores.
Las listas de correo electrónico facilitan la distribución de correos electrónicos a grupos grandes de usuarios. Una lista de correo emplea una dirección de correo electrónico que reenvía los mensajes a todos los usuarios que se hayan suscrito a ella. De esa manera, no es necesario escribir manualmente las direcciones de los destinatarios.
Uno de los mayores inconvenientes del uso del correo electrónico es la llegada de mensajes no deseados , conocida como correo basura o spam. El correo electrónico abarata enormemente el envío masivo de mensajes con respecto a otras técnicas de comunicación, como el correo postal, las llamadas de teléfono o la distribución de panfletos, lo que fomenta el crecimiento del correo basura. En contraposición, los proveedores de correo electrónico han desarrollado filtros antispam capaces de filtrar la mayoría de mensajes no deseados.

#### Chat
El chat es un medio de comunicación en el que dos o más usuarios intercambian varios mensajes entre sí. Existen protocolos de comunicaciones para chat de código abierto, como IRC y XMPP. Sin embargo, actualmente las plataformas más utilizadas son de código cerrado y servidores privados, como Facebook Messenger, Whatsapp, WeChat y Line.

#### Foro (Internet)
Un foro de Internet es un sitio de discusión en línea en el que varias personas publican mensajes de texto de forma asíncrona. Un foro se subdivide en hilos, cada uno de ellos con un tema distinto, en el cual se ordenan los mensajes que vayan dejando los usuarios en orden cronológico. A diferencia del chat, el foro está pensado para que los usuarios no intercambien mensajes en tiempo real, sino para que cada usuario lea los mensajes y responda cuando le resulte más conveniente. Habitualmente es necesario registrarse para poder comentar, y en algunos hilos los mensajes son públicos mientras que en otros solo los pueden leer determinados usuarios autorizados. La forma más habitual de acceder a un foro de Internet es mediante un sitio web.

### Medios de entretenimiento
Muchos medios de entretenimiento no están pensados para transmitir información cotidiana, aunque pueden servir la transmisión de mensajes sociales, sensibilización respecto a cuestiones sociales y creación de estados de opinión pública.

#### Historieta
La historieta, convertida en medio de comunicación de masas, gracias a la evolución de la prensa decimonónica, vivió su época dorada en cuanto a número de lectores tras la Segunda Guerra Mundial. Con la proliferación de nuevas formas de ocio en la segunda mitad del siglo XX, va dejando de ser un medio masivo en la mayoría de los países, creándose formatos más caros, tales como álbumes o revistas de lujo, y buscando nuevos tipos de lectores.

#### Cine
El cine (abreviatura de cinematógrafo o cinematografía) es la técnica de proyectar fotogramas de forma rápida y sucesiva para crear la impresión de movimiento mostrando algún vídeo (o película, o film, o filme). La palabra «cine» designa también las salas o teatros en los cuales se proyectan las películas. El cine fue desarrollado por los Hermanos Lumière a partir de 1892.

#### Internet y sitios web
Internet es un método de interconexión de redes de computadoras implementado en un conjunto de protocolos llamados TCP/IP y garantiza que redes físicas heterogéneas funcionen como una red (lógica) única. Hace su aparición por primera vez en 1969, cuando ARPANET establece su primera conexión entre tres universidades en California y una en Utah. Ha tenido la mayor expansión en relación con su corta edad comparada por la extensión de este medio. El acceso a Internet en todo el mundo lo convierte en un medio de masas, donde cada uno puede informarse de diversos temas en las ediciones digitales de los periódicos, expresar sus ideas en blog o subir material audiovisual como en el popular sitio YouTube. Algunos dicen que esto convierte en los principales actores de la internet a los propios usuarios.

## Consecuencias sociales de la presencia de medios de comunicación

### Intereses privados de los medios de comunicación
Una de las críticas a los grandes medios de comunicación social, es su subordinación a poderosos grupos empresariales. En algunos países, poderosos grupos económicos son dueños de extensos medios informativos, como es el caso del Grupo Clarín y Grupo Telefe en Argentina, Grupo Televisa en México, Televisora Nacional (TVN) en Panamá y Mediaset España y Atresmedia en España.
Otra de las grandes críticas a los medios de comunicación es el oficialismo, su subordinación al gobierno en turno, debido en gran parte a la gran cantidad de dinero público gastado en publicidad en medios.
De esta forma, según intereses económicos, políticos y sociales, los medios de comunicación son utilizados para la consecución de objetivos que trascienden la comunicación objetiva mediante la manipulación de la opinión pública.
Como forma de contrarrestar esta subordinación a intereses privados, han surgido redes de información autodenominados "independientes", colectivos sin fines de lucro y basados en voluntarios. Entre los más conocidos se encuentra Indymedia. Estos medios presentan crecimiento en los últimos años con la transformación digital global, cada vez son más influyentes al cubrir temas relacionados con la corrupción de la gobernanza pública, pero se enfrentan a amenazas constantes.

### Derecho a la información y democracia
Diversos analistas e intelectuales, desde Albert Einstein en Why Socialism? han señalado que la existencia de una democracia de ciudadanos capaces de participar de manera adecuada en los procesos electorales requiere la existencia de medios de comunicación libres, veraces y con un amplio grado de independencia respecto a los intereses, tanto privados como estatales, de quienes participan en ellos. Así algunas constituciones recogen el derecho a la información veraz y varias constituciones de países en América Latina contemplan amplias medidas de intervención estatal para asegurar dicho derecho. En contraste, entre estas intervenciones estatales, los casos de Ley Mordaza son comunes en estos países.
Prácticamente todos los países democráticos del mundo, recogen de una manera u otra tanto la libertad de expresión, como la libertad de información, ya que se entiende que dichas libertades son medios que aseguran o refuerzan la capacidad de la opinión pública para hacerse una idea cabal de diferentes problemas y expresar adecuadamente sus referencias. Sin embargo, en muchos países no se contemplan demasiadas medidas específicas para hacer efectiva la pluralidad de medios y el acceso a información veraz, relevante y no sesgada a todos sus ciudadanos.

### Opinión pública
Otra consecuencia importante es la existencia de mayor homogeneidad en las opiniones públicas, hasta el punto de que en temas particulares o sobre sucesos concretos puede aparecer una opinión ampliamente compartida, en gran parte inspirada, estimulada o directamente extraída de los medios de comunicación masivos. En sociedades antiguas sin medios de comunicación masivos y de rápida difusión se podían observar variaciones regionales más importantes y era dudoso que existieran opiniones más o menos elaboradas sobre muchos sucesos particulares recientes.